# KREEP

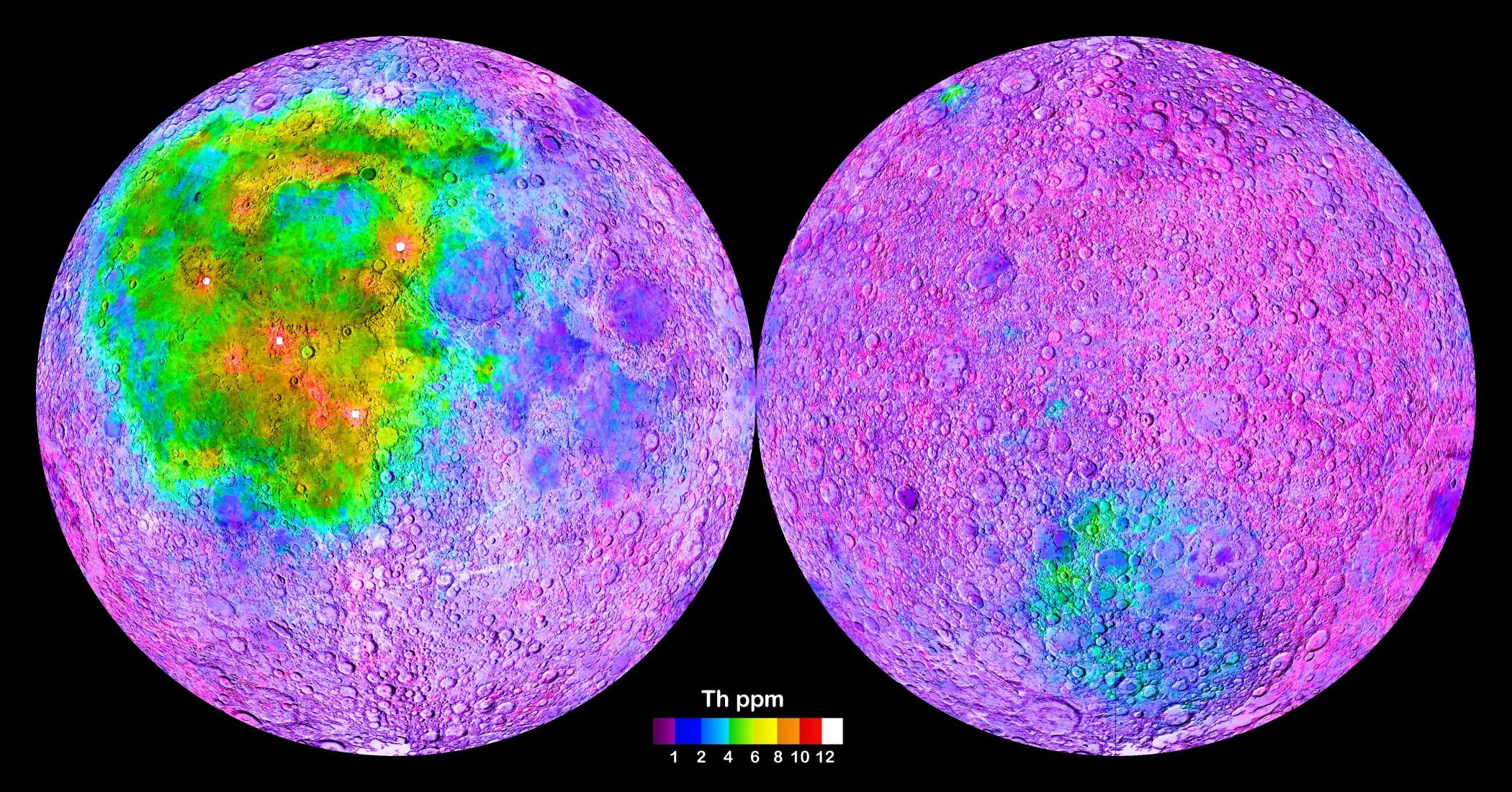
La concentrazione di torio sulla superficie lunare, mappata dal Lunar Prospector. Il torio è un indicatore della presenza di KREEP.

Il KREEP, acronimo dell'espressione inglese K (potassio), Rare Earth Elements (terre rare), e P (fosforo), è un particolare tipo di roccia presente sulla Luna, derivante da impatti lunari di minerali contenenti breccia e basalto.
Esso rappresenta l'ultimo resto del magma originario dopo che la sua solidificazione portò alla formazione della crosta lunare; presenta un'elevata concentrazione di quelli che gli scienziati chiamano "elementi incompatibili": elementi che non possono entrare a far parte delle strutture dei cristalli, e che quindi rimangono inutilizzati sulla superficie del magma durante la fase cristallizzazione, collegata al calore generato dal decadimento radioattivo di uranio, torio e potassio, quest'ultimo collegato alla presenza dell'isotopo radioattivo 40K.
Per i ricercatori, il KREEP è un marcatore utile per determinare la storia del vulcanismo lunare e tracciare la cronologia degli impatti da parte di comete e altri oggetti celesti.

## Composizione tipica
La composizione tipica del KREEP include circa l'uno per cento in massa di ossidi di potassio e fosforo, da 20 a 25 parti per milione di rubidio e una concentrazione di lantanio che è tra 300 e 350 volte maggiore della concentrazione trovata nelle condriti carbonacee.
La maggior parte del potassio, fosforo e terre rare presenti nei basalti di KREEP è incorporata in granuli di apatite e merrillite.